# تأقلم مع الجفاف
يشير «التأقلم مع الجفاف (التسامح الجاف)» إلى قدرة الكائن على تحمل الجفاف الشديد، أو الظروف الشبيهة بالجفاف. قد تواجه النباتات والحيوانات التي تعيش في بيئات قاحلة أو قاحلة بشكل دوري مثل الجداول أو الأحواض المؤقتة الجفاف، وبالتالي فإن التكيفات الفسيولوجية أو السلوكية لتحمل هذه الفترات ضرورية لضمان البقاء. على وجه الخصوص، فمثلًا تحتل الحشرات مجموعة واسعة من المنافذ البيئية المتنوعة، وبالتالي، تعرض مجموعة متنوعة من الاستراتيجيات لتجنب جفافها.
وبشكل عام، يتم قياس مقاومة الجفاف في الحشرات بالتغير في الكتلة أثناء الظروف الجافة. ويُعزى الفرق الإجمالي في القياسات قبل وبعد التعرض للجفاف إلى فقد الماء في الجسم، لأن فقدان المياه في الجهاز التنفسي يُعتبر ضئيل عمومًا.

## أنواع مقاومة الجفاف
هناك ثلاث طرق رئيسية يمكن أن تزيد بها الحشرات تسامحها (تأقلمها) مع الجفاف: عن طريق زيادة محتوى جسدها الكلي من الماء. وذلك عن طريق تقليل معدل فقدان الماء في الجسم؛ وبتحمل نسبة أكبر من فقدان الماء العام من الجسم. يتم تحديد وقت البقاء على قيد الحياة من خلال محتوى مائي أولي، ويمكن حسابه عن طريق تقسيم «التأقلم مع فقدان الماء» (الحد الأقصى من المياه التي يمكن إزالتها دون أن يؤدي إلى الوفاة) من خلال معدل فقدان المياه.

### زيادة محتوى الماء في الجسم
تحتوى الحشرات ذات كمية المياه الأولية الأعلى في الجسم على معدلات بقاء أفضل أثناء الظروف القاحلة من الحشرات التي تحتوي على محتوى مائي أول منخفض من الماء. تطيل كميات أكبر من مياه الجسم الداخلية من الوقت اللازم لإزالة كمية الماء المطلوبة لقتل الكائن الحي. قد تختلف الطريقة التي يتم بها زيادة محتوى الماء في الجسم حسب الفصيلة.
ارتبط تراكم الجليكوجين خلال مرحلة اليرقات الحشرية بزيادة محتوى الماء في الجسم ومن المرجح أن يكون مصدرًا للماء الأيضي أثناء الظروف الجافة. الجليكوجين، وهو عديد سكاريد الجلوكوز، يعمل كمصدر للطاقة المؤكسدة في أوقات التوتر الفسيولوجي. لأنه يربط ما يصل إلى خمسة أضعاف وزنه في الماء بكميات كبيرة، فإن الحشرات ذات المستويات المتزايدة من الجليكوجين في الجسم تحتوي أيضًا على كميات أكبر من المياه الداخلية. بشكل عام، تظهر الحشرات المختارة لمقاومة الجفاف أيضًا مراحل يرقات أطول من تلك الحساسة للجفاف. من المحتمل أن تكون هذه الزيادة في وقت التطور استجابة للبيئة، مما يسمح لليرقات بتوفير الوقت اللازم لتراكم الجليكوجين، وبالتالي المزيد من المياه قبل الفقس.
هناك مصدر محتمل آخر يسهم في زيادة مستويات المياه الأولية في الجسم في الحشرات هو حجم الهيموليمف. في الحشرات كما في الدم، الهيموليمف هو السائل الموجود داخل الهيموكول، وهو أكبر تجمع للمياه خارج الخلية داخل جسم الحشرة. في ذبابة الفاكهة مثلًا، تحمل الذبابة القادرة على مقاومة الجفاف  كميات أعلى من الهيموليمف. ويرتبط حجم الهيموليمف العالي بزيادة في الكربوهيدرات، لا سيما (تريهالوز)، وهو سكر شائع يوجد في العديد من النباتات والحيوانات ذات المقاومة العالية للجفاف. وتظهر الذبابات المقاومة للجفاف زيادة 300 ٪ في حجم الهيموليمف مقارنة بذباب التحكم، ترتبط بزيادة مماثلة في مستويات (تريهالوز). خلال فترات الجفاف، تجف الخلايا وتعتمد على مخازن الهيموليمف لتجديد المياه داخلها؛ لذلك، تكون الحشرات ذات المستويات الأعلى من هذا السائل أقل عرضة للجفاف.
قد تزيد الحشرات أيضًا من محتوى الماء في الجسم ببساطة عن طريق التغذية أكثر. نظرًا لأن السكر يمتص ببطء في الهيموليمف في كل وجبة، لذا فإن زيادة التكرار الذي تكتسب فيه الحشرة مصدرًا للسكر يزيد أيضًا من تحملها للجفاف. علاوة على ذلك، قد تعمل الحوصلة ليس فقط على تخزين الطعام قبل الهضم ولكن لتوفير مخزون إضافي للماء والسكر.

### تخفيض معدل فقدان الماء
وهناك إستراتيجية أخرى تستخدم للحد من خطر الموت عن طريق الجفاف هو تقليل معدل فقدان الماء. أما المناطق والطرق الرئيسية الثلاث التي يمكن أن تفقد فيها الحشرات الماء فهي: (1) الأغشية (integument)؛ (2) القصبة الهوائية (التنفس)؛ و (3) الإفراز، أو التخلص من السموم. الميزة المهمة في الحد من فقدان المياه في الحلزون الأرضي أثناء عدم النشاط هي عبارة عن ورود.

#### الأغشية
الهيكل الخارجي أو قواقع الحشرات تعمل كطبقة واقية غير منفذة ضد الجفاف. وهو يتألف من جُلَيدَةُ خارجية، تحتها حطاطات يمكن تقسيم نفسها أيضًا إلى إكسوكلوتيكول. يوفرجُليد الحشرة مع المتانة والمرونة ويخدم الإكسوكلوتيكول الثابت لحماية أجزاء الجسم الضعيفة. ومع ذلك، فإن الطبقة الجُليدية الخارجية إيبيكيوتيكل (epicuticle) هي عبارة عن مركب بروتين - بوليفينول يتكون من البروتينات الدهنية، والأحماض الدهنية، والجزيئات الشمعية، وهو الدفاع الأساسي للحشرة ضد فقدان الماء. تفرز العديد من أوامر الحشرات طبقة «أسمنتية» إضافية فوق طبقة الشمع الخاصة بها، ومن المرجح أن تحمي من التآكل أو إزالة الجزيئات الشمعية. تتكون هذه الطبقة من الدهون والبروتينات التي تجمعها مركبات بوليفينولية وتفرزها الغدد الجلدية.
وبشكل عام، فإن معدل فقدان الماء في الحشرات منخفض عند درجات حرارة معتدلة. وبمجرد الوصول إلى درجة حرارة حرجة خاصة بالنوع تي سي (Tc)، مع استمرار ارتفاع درجات الحرارة، يحدث فقدان سريع للمياه. يستخدم «نموذج ذوبان الدهون» لشرح هذه الزيادة المفاجئة في معدل فقدان الماء. ينص نموذج الذوبان الشحمي على أن فقدان الماء الجليدي المرتفع يرتبط مباشرة بصهر الدهون السطحية. الحشرات المتكيفة بالفعل مع البيئات القاحلة أكثر لديها أعلى تي سي Tc؛ وهذا هو، تتغير خصائصها الجيلية وتذوب هياكل الدهون عند درجة حرارة حرجة أعلى.
في بعض الحشرات، يتم التحكم في معدل فقد الماء الجليدي إلى حد ما بواسطة نظام الغدد الصم العصبية. مباشرة بعد إزالة الرأس، تظهر الصراصير المقطوعة رأسيا زيادة كبيرة في النتح عبر بشرة، مما يؤدي إلى الجفاف الشديد. يؤدي حقن هرمونات الدماغ إلى جُزيئات منفصلة إلى انخفاض حاد في فقد الماء الجليدي.

#### القصبات الهوائية
بشكل عام، الحشرات التي تتكيف مع البيئات القاحلة لها غشاء جُليدي غير منفذ يحول دون فقد الماء. ولذلك، فإن معظم المياه المفقودة في الغلاف الجوي تحدث عبر القصبات الهوائية المملوءة بالهواء. للمساعدة في تقليل فقد الماء، يكون لدى العديد من الحشرات تغطيات خارجية لقصباتها الهوائية، أو الفوهة التنفسية في الحشرات، التي تنغلق عندما يكون التنفس المفتوح غير ضروري ويمنع الماء من الهروب. تواجه الحشرات التي تتعرض لخطر أكبر لفقدان الماء تحديًا سواء من خلال إمدادات الأوكسجين أو الجفاف المُنضِب، مما يؤدي إلى زيادة تكيفية في حجم القصبة الهوائية من أجل الحصول على مزيد من الأوكسجين.

#### إفراز بعد الإطعام
تحتفظ معظم الحشرات بالماء الكافي لترطيب أجسامها بالكامل، وإخراج الباقي منها. ومع ذلك، فإن كمية المياه التي يتم إفرازها تختلف بين الأنواع، وتعتمد على الرطوبة النسبية وجفاف البيئة. على سبيل المثال، تم الحفاظ على ترطيب ذبابة التسي تسي عند رطوبة نسبية عالية، وبالتالي في ظروف غير قاحلة، حيث تفرز مادة برازية تحتوي على ما يقرب من 75٪ من الماء، في حين تحافظ ذبابة التي تسي عند رطوبة نسبية منخفضة (ظروف جافة)، تفرز المادة البرازية مع 35 فقط نسبة الماء ٪.  هذا التكيف يساعد على تقليل فقدان المياه في الظروف غير المواتية وزيادة فرص البقاء على قيد الحياة.

### تحمل المزيد من فقدان الماء
يمكن لمعظم الحشرات تحمل خسارة 30-50 ٪ من مياه الجسم. ومع ذلك، يمكن للحشرات المتكيفة مع البيئات الجافة أن تتحمل فقدان 40-60٪ من مياه الجسم. يلعب حجم الجسم الأولي دورًا كبيرًا في مقدار ما يمكن تحمله من فقدان الماء، وبوجه عام، يمكن للحشرات الأكبر تحمل نسبة أكبر من فقدان الماء في الجسم عن الحشرات الصغيرة. وعلى سبيل المثال، فإن أنثى خنفساء الفتيتوبيس هي أكبر من نظرائها من الذكور ويمكنها بالتالي تحمل 4٪ من فقدان الماء. ومن المفترض أن الحشرات الكبيرة لديها احتياطي دهون أكبر، مما يمنع الجفاف.

## متى يجب زيارة الطبيب بسبب الجفاف؟
- في حالة الشعور المستمر بفقدان التركيز أو قلة النشاط عن الطبيعي.
- عدم القدرة على السيطرة على حالات الإسهال لمدة أكثر من 24 ساعة (إذا كان الجفاف ناتج عن الإسهال).
- إخراج براز دموي أو داكن في اللون.
- الإحساس بالتوتر والإرهاق.[15]

## ما هي أسباب الجفاف؟
تتراوح أسباب الجفاف بين أسباب بسيطة يمكن التغلب عليها بدون الاستشارة الطبية مثل عدم شرب كميات كافية من المياه، وقد تكون أسباب مرضية تحتاج لزيارة الطبيب في أقرب وقت مثل:
1. القيء أو الإسهال أو كلاهما معًا: حيث يتسببا في خروج محتويات البطن بقوة وفجأة مما يؤدي لخسارة كميات كبيرة من المياه في وقت قصير وكذلك يخسر الشخص الكثير من العناصر والمعادن المهمة لصحة الإنسان.
2. فرط التعرق: خسارة الكثير من المياه أثناء ممارسة مجهود بدني قوي في درجات حرارة مرتفعة مع عدم استبدال السوائل المفقودة أثناء الممارسة.
3. الحمى وارتفاع درجات الحرارة: حيث تزداد حالة الجفاف مع زيادة درجة حرارة الجسم، وتزداد مشكلة الجفاف في حالة وجود قيء وإسهال مصاحب للحمى.
4. زيادة التبول: مع حالات السكري قبل التشخيص أو في حالة عدم التحكم به، كما أن هناك بعض الأدوية مثل علاجات إدرار البول أو بعض أدوية علاج ارتفاع ضغط الدم التي تؤدي إلى زيادة عدد مرات التبول.[15]

## ما هي مضاعفات الجفاف؟
قد يؤدي الجفاف للإصابة بمشكلات صحية خطيرة مثل:
1. الإصابة الحرارية وتظهر في شكل تشنجات أو ضربة شمس تسبب تهديدًا على الحياة.
2. مشاكل الجهاز البولي والكلى وذلك بسبب تكرار نوبات الجفاف التي قد تتسبب في تكون الحصوات والفشل الكلوي.
3. نوبات التشنج بسبب فقدان المعادن الهامة التي تنقل الإشارات الكهربية من الخلايا (عنصر البوتاسيوم والصوديوم).[15]
4. انخفاض كميات الدم في الجسم وتعتبر من أكثر الأعراض التي تهدد الحياة بشكل كبير وانخفاض كمية الأكسجين في الجسم.

## تعديل السلوك
بالإضافة إلى التكيفات الفسيولوجية التي تزيد من مقاومة الجفاف، فإن الاستجابات السلوكية للحشرات إلى البيئات الجافة تقلل إلى حد كبير من احتمال الجفاف. على سبيل المثال، سوف تتحرك ذبابات الفاكهة إلى المناطق ذات المحتوى المائي العالي في الغلاف الجوي عند وضعها في البيئات الجافة. أيضًا، تقوم خنفساء الروث بدفن الطعام في غرف تحت الأرض، وبالتالي ضمان مصادر المياه والطاقة خلال الظروف الجافة بشكل دوري. يمكن أيضًا تغيير موقع التغذية لضمان ترطيب الجسم. تتغذى بعض اليرقات بشكل تفضيلي على الجانب السفلي من الأوراق، حيث يكون المناخ المحلي أعلى الرطوبة النسبية. في نشاط يستهلك الكثير من الوقت مثل التغذية، تقلل هذه الحشرات من فرص جفافها بشكل ملحوظ.

## الحيوية الخفية (حالة السبات)
تشير حالة السبات إلى حالة كائن حي لا يوجد له نشاط استقلابي قابل للكشف ناتج عن ظروف بيئية متطرفة وغير مواتية؛ أما السبات فيشير إلى حالة النجاة من فقدان (تقريبًا) كل مياه الجسم. على الرغم من أن هذه الحالة تلاحظ بشكل شائع في اللافقاريات، إلا أنه من المعروف أن حشرة واحدة فقط هي التي تتمتع بميزة الحيوية الخفية (حالة السبات)، وهي البعوضة الأفريقية والتي تدخل في حالة تشبه الجفاف الجسم حيث يكون الجسم مجففًا تمامًا. تعيش يرقات البعوض الأفريقي على برك صخرية جافة تمامًا. في المقابل، تدخل اليرقات البعوض حالة سبات، ويحدث خلالها التغييرات في أسْمولِيَّة الجسم، حيث تحفز إنتاج كميات كبيرة من تريهالوز. نظرًا لقدرته على استبدال المياه والتزجيج، فإن تراكم التريولوز يمنع موت اليرقات نتيجة لفقد الماء.